# フレッシュチーズ
フレッシュチーズは、まったく熟成させないか、あるいはほとんど熟成させないまま食用とするナチュラルチーズの種類。他のナチュラルチーズに比べて水分が多い。
カード（凝乳）から乳清の一部を除去しただけの物やクリームを添加したもの、塩水に浸けて発酵を止めたままで保存するもの、ナッツや果物を混ぜ込んだものなど、いろいろある。

## フレッシュチーズの一覧
- カッテージチーズ
- クリームチーズ
- クワルク
- セブレイロ
- トゥバローク（ロシア語版）
- パニール
- フェタ
- ブッラータ
- プティ＝スイス
- ブルサン
- ブロッチュ
- フロマージュ・ブラン
- マスカルポーネ
- モッツァレッラ